# 原始元 (有限体)
体論において、有限体 GF(q) の原始元 (primitive element) とは、体の乗法群の生成元のことである。言い換えると、α ∈ GF(q) が、GF(q) の1の原始 (q − 1)-乗根であるとき、原始元という。つまり零以外の GF(q) のすべての元は整数 i によって αi と表すことができる。
例えば、2 ∈ GF(5) は体 GF(5) の原始元であるが、2 ∈ GF(7) は体 GF(7) の原始元ではない。なぜなら、2 ∈ GF(7) は位数 3 の巡回部分群 ⟨2⟩ = {1, 2, 4} しか生成しないからである。一方、3 ∈ GF(7) は GF(7) の原始元である。原始元の最小多項式は、原始多項式である。

## 性質

### 原始元の数
有限体 GF(q) の原始元の数はφ(q − 1) である。ここに φ(m) はオイラーのトーシェント関数であり、1 以上 m 以下の m と互いに素な整数の個数を数える函数である。このことは、有限体 GF(q) の乗法群は位数 (q − 1) の巡回群であるという定理と、位数 m の巡回群の生成元は φ(m) 個あるという事実から証明できる。